# نه جان (فیلم ۲۰۱۶)
۹ جان یک فیلم کمدی سال ۲۰۱۶ به کارگردانی بری ساننفلد است که فیلمنامهٔ آن را گوین لوران، مت آر. آلن، کلیب ویلسون و دن آنتونیاتزی و بن شیفرین نوشته‌اند. کوین اسپیسی، روبی امل، جنیفر گارنر، شریل هاینز، مالینا وایسمن وکریستوفر واکن و مارک کونسولس در این فیلم هنرنمایی می‌کنند.

## خلاصهٔ داستان
تام برند (کوین اسپیسی) یک سرمایه‌دار مهم است و در شهر نیویورک کسب‌وکار می‌کند. که ازدواج کرده‌است با مدیسون (شریل هاینز) و شکافی بین او پسر بزرگش دیوید (روبی امل)، که در حال حاضر کار می‌کند برای او و تلاش می‌کند تأیید او را بگیرد. او الآن زندگی می‌کند با همسر دوم تام برند، لارا (جنیفر گارنر)، که تحمل بیشتری نسبت به این حقیقت که اون هیچ وقت در خانه نیست دارد، و دخترش ربکا (مالینا وایسمن). که می‌خواهند با شرکت بند آتش که آسمان‌خراش بلندی دارد رقابت کند. در روز تولد یازده سالگی ربکا، پدرش برای اون یک گربه از یک مغازهٔ عجیب می‌خرد و…

## بازیگران و نقش آنها
- کوین اسپیسی تام برند
- رابی امل دیوید برند
- جنیفر گارنر لارا برند
- کریستوفر واکن فیلیکس گرنت
- شریل هاینز مدیسن کِمدن
- مالینا وایسمن ربکا برند
- مارک کونسولس ایپن کاکس
- تدی سیرس جاش
- تالیثا بیتمن نیکول